# Manfred Künne
Manfred Kunne (n. 6 august 1932 - d. 18 ianuarie 1990) a fost un scriitor german care a scris  romanul „Cauciuc” (supranumit și „romanul unei materii prime”), carte ce a fost publicată în România în anul 1963 la Editura Politică și romanul „Firele duc la Akron”, publicat în România în anul 1971 la aceeași editură.